# Silly-sur-Nied
Silly-sur-Nied település Franciaországban, Moselle megyében. Lakosainak száma 711 fő (2022. január 1.). Silly-sur-Nied Courcelles-Chaussy, Les Étangs, Retonfey és Colligny-Maizery községekkel határos.

## Népesség
A település népessége az elmúlt években az alábbi módon változott:
| Lakosok száma | 706  | 691  | 704  | 693  | 694  | 693  | 703  | 704  | 711  |
|               | 2013 | 2015 | 2016 | 2017 | 2018 | 2019 | 2020 | 2021 | 2022 |